# 李万新
李万新（1914年11月13日—2012年12月23日），曾用名林平，女，原籍山东平度，生于吉林延吉，中华人民共和国政治人物，曾任中国林业科学研究院副院长。

## 生平
李万新的父亲李延禄因参加中国共产党领导的革命而被捕入狱。李万新的祖母因此认为李万新的母亲是个倒霉女人，为此在寒冬将母子四人赶出家门流落街头，当时李万新五岁，妹妹三岁，弟弟不满周岁。后经人帮助找到落脚处，每天母亲帮人缝衣钉扣维持全家生活。年幼的李万新坚决要求读书，以求自立、不依靠别人，但遭祖父反对，后经母亲劝说才获祖父同意。当时政府倡办新学堂，适龄儿童不分男女均可免费入学。1921年，李万新成为村里第一个上学的女孩，1926年小学毕业。此后到省会上中学。
初中毕业后，李万新考入吉林省立女子师范学校。在校期间，李万新与姑姑李延芹、李延荣，以及吉林省立第一师范学校的叔叔李延贵、李延年等人，成为延吉籍在中共领导下的反日爱国运动成员。1930年6月，李万新与叔叔、姑姑们一起参加了驱逐吉林省教育厅厅长及吉林省立女子师范学校校长的学生运动，随后校长被撤换。1931年春，未满17岁的李万新加入中国共青团。同年8月，在吉林省立女子师范学校学习的李万新因参加爱国学生运动，和叔父李延贵、姑母李延芹一起遭通缉，并被开除学籍，流亡北平求学。到北平后，通过自学和补习获得了高中毕业文凭。1932年春，在北平参加中共外围组织反帝大同盟。同年暑期考入国立北平大学农学院生物学系主修生物专业，在校期间参加抗日救亡运动。同年冬，和其他十六位男同学一起被捕，罪名是“共党嫌疑”，约两周后她因“查无实据”而被释放。随后被捕的还有她的初恋男友黄老师，黄被当作“重要政治犯”押往南京，判刑十年，直到1937年才获释。不久反帝大同盟被白色恐怖打散，同学四处逃难，群众性游行集会被清洗。她因无处可去，继续留在学校。
1933年，日本策划了华北五省自治，日军飞机每天来回轰鸣示威。这时李万新被学校动物学系张教授介绍到青岛水族馆工作，不久她辞去了舒适的工作返回了动荡的北平。1934年冬，与家人取得联系，得知九一八事变后母亲和弟弟、妹妹纷纷参加抗日游击队，母亲曾被捕受重刑，即将到北平治伤。
1935年底，在以叔叔李常青为首的中共北平临时工委领导下，在姚依林、郭明秋、黄敬、宋黎等中共党员带领下，李万新等北平1000余名学生参加了一二·九运动。此后李万新又参加了中共北平市委组织的平津南下扩大宣传团，反对蒋介石“攘外必先安内”的政策，到河北省农村宣传抗日救亡。她还参加了中国社会科学家联盟（简称社联）。随后又参加了中华民族解放先锋队。
1936年夏，李万新大学毕业。同年底，到上海市立务本女中任教。不久，与被中共从苏联莫斯科派回上海的父亲李延禄重聚，李延禄奉命以东北抗日联军的代表身份出面呼吁蒋介石团结抗日，李万新协助父亲开展中共的抗日民族统一战线工作，参加各类抗日会议，草拟抗联宣传文章，组织学生宣传抗日。在父亲和父亲的政治秘书孙西林影响下，李万新对中共的主张和政策有了更明确的认识。“救国会七君子”被捕后，她与抗联人员一道前去慰问；西安事变后，又与抗联人员一道致电张学良建议不杀蒋介石，促蒋与中共合作抗日；参加鲁迅逝世游行并为鲁迅送葬，慰问许广平。这时务本女中迫于当局压力，对宣传和参与抗日的学生或记过或开除，李万新也被辞退。
八一三事变爆发后，她参加了上海市抗敌后援会，其间她见到有国民党特务破坏抗日、消极抗日的行为，并发现不时有人失踪，电线杆上常挂有被杀者的人头。她迅即将有关情况通过孙西林汇报给中共党组织。不久，因工作关系，父亲和秘书孙西林都离开上海赴东北。此后，她通过潘汉年的介绍，与罗叔章一道开展抗日救亡工作。一天她们在上海法租界的新住址突然来了多人，自称是南京东北义勇军办事处派来，她们发现这些人很可疑，立即撤到上海的义勇军办事处，原住处随即遭十多名持短枪的人包围搜查。她们撤离上海到香港，计划转道赴延安。到香港后，她经潘汉年联系上廖承志，自廖承志处得知其父未能赴东北，已转回香港。在其父等待上级决定期间，经中共党组织批准，她和孙西林在香港结婚。婚后不久，其父和孙西林奉调到武汉，转延安参加中共六届六中全会。她和母亲、妹妹、弟弟在廖承志帮助下自香港乘船到越南海防转河内、河口至昆明。她把母亲、妹妹、弟弟安置在昆明后，独自去了延安。
1938年到延安后，先后在抗大学习、“东干队”受训，后到新中华报社工作。她因学习和工作努力而患严重的脊椎关节炎、妇科病及贫血病。她的表现获得了她的直接领导王明的肯定。1941年9月14日，经陈云亲自批准，李万新加入中国共产党。1942年至1944年，到米脂中学任教。1944年调回延安，在中共中央宣传部工作，在徐特立直接领导下研究植物科学如何结合农业生产，并编写植物学教科书。
抗日战争胜利后，1945年9月3日，孙西林奉命带领第一批200人的干部队伍启程赴东北，11月到达佳木斯，孙西林任中共合江省工委委员、佳木斯地区专员兼佳木斯市副市长。1945年12月，李万新随第二批东北籍干部到东北，12月中旬带着4岁的儿子抵达佳木斯与丈夫孙西林会合。1946年1月31日，丈夫孙西林在市长办公室被国民党特务枪杀。当时李万新正任军政干部学校教育长。在悲痛中，她把4岁的儿子留给同事，自己报名参加了合江军区的野战军，直接参加剿匪工作，任合江军区野战军政治部民运科长。1947年任中共佳木斯市委宣传部长，1948年任佳木斯市副市长。1948年辽沈战役胜利后，参与接收沈阳，任中共沈阳市委妇委副书记。
1950年，李万新调到中央人民政府林垦部（后改为中央人民政府林业部，1954年改为中华人民共和国林业部），任森林利用司副司长。其间，由中共中央组织部决定参加了九三学社。1952年秋，由农业部、林垦部、中共中央农工部组成代表团到苏联考察，李万新是代表团成员，所在组的重点任务是考察乌克兰集体农庄建设经验，参观顿巴斯煤矿等。李万新通过与集体农庄庄员交谈，发现该体制存在不少问题。回国后撰写访苏报告时，她不谈集体农庄经验，仅介绍了苏联重视培养和配备科学技术人才的做法，这在当时中国“一边倒”学习苏联的气氛中并不寻常。
1952年三反运动中，作为新组建单位的林垦部没有基建工程，经调查也未发现贪污浪费等问题，当李万新代表部党组向政务院财政经济委员会汇报时说，林垦部没打到一个“老虎”（指贪污、浪费分子）时，主持会议的李富春笑问：“森林里有那么多老虎，你们那怎么一个老虎也没有啊？”李万新回答：“首长如果不相信，可以派人复查复查呀！”
1956年，李万新任森林工业部森林工业研究所（中国林业科学研究院木材工业研究所的前身）筹备处主任。1957年到1963年任森林工业研究所所长。1957年任国家科委林业组成员。1958年10月，中国林业科学研究院成立，林业部副部长张克侠任院党委书记兼院长，李万新作为9位党委委员之一任院副秘书长兼森林工业研究所所长，主持全院科研工作。1958年大跃进期间，李万新考察林区，见林场砍碎原木，用磨子磨，希望用土法制造出人造纤维板。考察回北京后，她将这一情况结合林业系统普遍存在的浮夸风，汇报给林业部党组，建议杜绝此类“假大空”的错误做法。因此她被人戴上了林业部“小彭德怀”、“严重右倾”的帽子，直到1961年帽子才被摘下。
1961年起，李万新历任林业部基建局副局长、林产工业司副司长。文革期间，造反派指控李万新是叛徒，理由是1932年她在北平读书时曾被捕。后来造反派又指控她是“假党员”。但她始终未屈服。中共十一届三中全会后，李万新重返工作岗位，1978年到1982年任中国林业科学研究院副院长。当时中国林业科学研究院百废待兴，李万新在一间工棚改成的小平房内筹划并完成了各研究所的科研楼、宿舍楼等基建项目。她还在科研机构设置、课题安排、科技干部培训等方面做了大量工作，并为林产化学工业研究所、林业机械研究所、经济林研究所的建立和发展作出了贡献。1978年到1985年，任中国林学会第四届、第五届副理事长，1985年离休。晚年享受正部级医疗待遇。
2012年12月23日，李万新在北京中日友好医院病逝，享年98岁。李万新立有遗嘱：去世后不撰写生平、不登讣告，不通知亲朋好友，不搞任何悼念，不向遗体告别，不保留骨灰，骨灰撒在树林下转化为肥料养育林木。

## 家庭
- 父：李延禄，东北抗日联军第四军军长。
- 母：田佐民，抗日救国军成员，与丈夫儿女一道长期开展抗日救国工作。
- 妹：李万英，抗日儿童团团长，与弟共同建立抗日儿童团。
- 弟：李万杰，抗日儿童团、抗日救国军成员。
- 丈夫：孙西林，中共合江省工委委员、佳木斯地区专员兼佳木斯市副市长。
- 叔父：李延祜，又名李常青，一二·九运动领导人，中共北平地下市委书记。
- 叔父：李延平，东北抗日联军第四军继任军长，抗战中牺牲。
- 叔父：李延贵，又名李秉才，铁道游击队长，在河南焦作战斗中牺牲。
- 叔父：李延青，抗日救国军第十七团团长，被叛徒暗杀。
- 叔父：李延田，又名李智，敌军干部训练队区队长。
- 叔父：李延年，中共洛阳区委书记，曾被逮捕并判五年徒刑。
- 姑母：李延芹，又名李萍，铁道游击队员，地下工作者。
- 表叔：李蒙，参加一二·九运动，后赴延安参加革命，长期从事文艺演出、创作和政治思想工作。
- 堂兄：李万成，李延贵之子，焦作地区游击队员，为掩护部队撤退独自与敌周旋牺牲，头颅被挂在焦作城头示众。
- 堂兄：李万万，李常青之子，又名范政，是“新旅”（中共领导的少年儿童文艺团体）骨干，与郭沫若、田汉等人在斗争中结下友谊，曾受周恩来等领导多次接见[1]。